# Allotrichoma pedemontanum
Allotrichoma pedemontanum är en tvåvingeart som beskrevs av Canzoneri och Giuseppe Giovanni Antonio Meneghini 1979. Allotrichoma pedemontanum ingår i släktet Allotrichoma och familjen vattenflugor.
Artens utbredningsområde är Italien. Inga underarter finns listade i Catalogue of Life.